# 서그린란드 해류

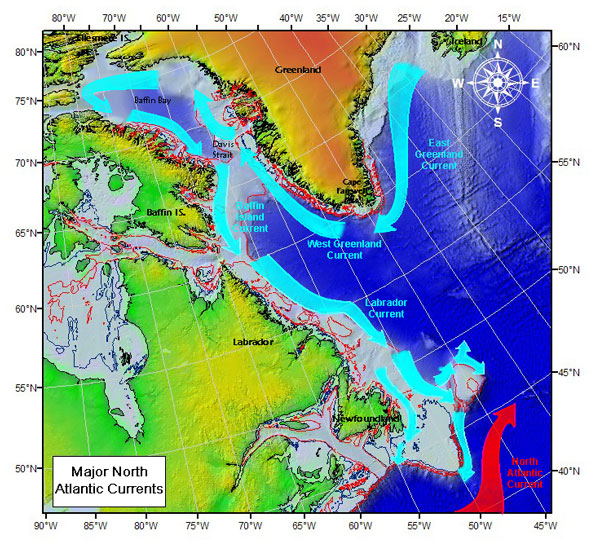

서그린란드 해류(West Greenland Current)는 그린란드의 서해안을 따라 북쪽으로 흐르는 약한 냉류이다. 조류는 그린란드 동부 해류에 의해 그린란드 최남단을 흐르는 물의 이동에 의해 발생한다.
로이드 등(Lloyd et al., 2007)에 따르면, WGC는 이르밍거 해류(IC)의 대서양 물과 동그린란드 해류의 극지 물의 결합된 영향을 통해 더 넓은 규모의 북대서양 기후에 연결된 해류이다.
유공충의 풍부함에서 파생된 고기후학 기록은 따뜻한 지하 온도와 바닥 근처 온도의 주기적인 유입이 홀로세 후기, 특히 홀로세 기후 최적 기간 동안 발생했음을 보여준다. 인근 동그린란드 해류의 흐름 증가는 서그린란드 빙상 내의 대규모 야콥스하운 이스브라에(Jakobshavn Isbrae) 빙하 배출구에서 빙하 빙산의 분출 증가와 관련되어 급속한 용해 및 불안정화 현상을 일으켰다. 신빙하 이후 야콥스하운 배출구는 지금보다 약 2000년 전에 떠다니는 빙설 (얼음혀)을 형성했다.

## 같이 보기
- 래브라도 해류
- 멕시코 만류
- 해류
- 환류 (해양학)
- 물리해양학